# Булачаурі
Булачаурі (груз. ბულაჩაური) — село в Грузії.
За даними перепису населення 2014 року в селі проживає 546 осіб.